# RC Arbaâ
Raed Club Arbaâ, ook bekend als Amal Arbaâ (Arabisch: أمل الأربعاء), is een Algerijnse voetbalclub uit Larbaâ die werd opgericht in 1941. De club speelt in de Algerijnse Ligue 2 en speelt haar wedstrijden in Stade Ismaïl Makhlouf. Historisch hoogtepunt van de ploeg is het bereiken van de bekerfinale in 2015.

## Historie
In het seizoen 2012/13 eindigde de club op de tweede plek in de Algerijnse tweede divisie, waarmee ze voor het eerst in de historie promoveerden naar de Algerian Ligue Professionnelle 1. In het seizoen 2015/16 degradeerde de ploeg naar de tweede divisie. In 2018 degradeerde de club zelfs naar de amateurs, maar kon het na één seizoen terugkeren. In 2021 keerde de ploeg via play-offs weer terug op het hoogste niveau.

## Erelijst
- Beker van Algerije

Verliezend-finalist (1) : 2014/15
- Algerijnse tweede divisie:

Runner-up (1) : 2012/13
- Ligue Nationale (Groupe Centre)

Winnaar (3): 1993/94, 1999/00, 2011/12
USM Annaba ·
RC Arbaâ ·
OM Arzew · 
JSM Béjaïa · 
MO Béjaïa ·
A Bou Saâda ·
MC El Eulma ·
USM El Harrach ·
AS Khroub ·
Olympique Médéa ·
ASM Oran ·
RC Relizane ·
MC Saïda ·
JSM Skikda ·
DRB Tadjenanet ·
WA Tlemcen